# Das Wetter vor 15 Jahren
Der Roman Das Wetter vor 15 Jahren des bis dahin als Verfasser der Brenner-Krimis bekannten österreichischen Autors Wolf Haas erschien im September 2006 und wurde vor allem wegen seiner ungewöhnlichen Erzähltechnik von Kritik und Leserschaft gelobt.

## Handlung
Auf der ersten Erzählebene besteht der Roman aus einem Interview, das eine Literaturkritikerin einer deutschen Zeitung mit einem (fiktiven) Wolf Haas über sein neues, ebenfalls fiktives Buch mit dem Titel „Das Wetter vor 15 Jahren“ führt.
Der fiktive Wolf Haas hat für dieses Buch die Geschichte des deutschen Ingenieurs Vittorio Kowalski recherchiert, der während eines Auftrittes bei Wetten, dass..? für Aufsehen sorgte, als er das Wetter in einem österreichischen Bergdorf für jeden Tag der vergangenen 15 Jahre detailliert beschreiben konnte.
Vittorio Kowalski war als Kind jeden Sommer mit seinen Eltern vom Ruhrgebiet in jenes österreichische Dorf auf Urlaub gefahren und hatte sich mit Anni Bonati, der Tochter des Chefs der lokalen Bergrettung, angefreundet. In dem Sommer, in dem Vittorio und Anni beide 15 Jahre alt sind, kommt es zu einem tragischen Zwischenfall: Die beiden Jugendlichen befinden sich auf einer Wanderung, als sie von einem schweren Gewitter überrascht werden, schaffen es aber, sich in das „Schmugglerlager“, eine Hütte, in der Annis Vater geschmuggelte Güter aufbewahrt, zu retten. Wegen ihrer Erschöpfung nach der Lebensgefahr, der sie entgangen sind, oder aber wegen der ersten sexuellen Kontakte, zu denen es möglicherweise in der Hütte kommt, ignorieren sie die Klopfzeichen an der Hüttentür, die von Annis Vater stammen, der ebenfalls in den Bergen unterwegs ist und Zuflucht sucht. Annis Vater kommt deshalb in dem Unwetter ums Leben und die Familie Kowalski reist überstürzt ab und kehrt nie wieder an den Urlaubsort zurück.
Vittorio beginnt daraufhin obsessiv täglich die Wetterdaten jenes österreichischen Bergdorfes zu sammeln und auswendig zu lernen, was letztendlich zu seinem Auftritt bei „Wetten, dass..?“ führt. Nach diesem Auftritt erhält er eine Postkarte von Anni und macht sich sofort auf die Reise nach Österreich. Dort angekommen begreift er, dass es sich bei der Postkarte um eine Fälschung seines Mitarbeiters gehandelt hat und dass Anni im Begriff ist, Vittorios früheren Peiniger Lukki, der mittlerweile Hotelier und Bergrettungschef ist, zu heiraten.
Auf einer einsamen Wanderung, die Vittorio wieder in das Schmugglerlager führt, wird er in der Hütte verschüttet und verbringt mehrere Tage unter der Erde zwischen den Schmuggelgütern. Er findet dort alte Briefe, aus denen hervorgeht, dass seine Mutter mit Herrn Bonati jahrelang eine Liebesaffäre hatte. Mithilfe des ebenfalls eingelagerten Sprengstoffes gelingt es Vittorio Kowalski schließlich im Zuge einer waghalsigen Aktion eine Explosion zu verursachen, die ihn zwar noch tiefer verschüttet, jedoch auch sicherstellt, dass man nach ihm sucht.
Diese Explosion findet genau zu dem Zeitpunkt statt, als in der Kirche im Dorf die Trauung von Anni und Lukki vollzogen wird. Es kommt zu einer Unterbrechung der Zeremonie, Vittorio wird geborgen und mit leichten Verletzungen ins Krankenhaus eingeliefert, doch kommt Lukki im Zuge der Bergungsaktion ums Leben.
Diese Handlung mit all ihren Verstrickungen und Wendepunkten erschließt sich dem Leser des (realen) Romans erst allmählich und achronologisch im Rahmen des Interviews der Redakteurin mit Wolf Haas. Doch auch auf der Ebene des Interviews, das sich über fünf Tage hinzieht, lässt sich eine eigenständige Handlung ausmachen, die vor allem aus der Beziehung besteht, die sich über die Gespräche über den fiktiven Roman und literaturtheoretische und lebensphilosophische Fragestellungen hinaus zwischen der Redakteurin und dem Autor entwickelt und ganz abrupt mit dem Abschalten des Diktiergerätes endet, kurz nachdem die beiden unvermittelt dazu übergingen, sich vertraulich zu duzen.

## Erzähltechnik
Die innovative Leistung des Romans besteht in erster Linie darin, neben der traditionellen Instanzenstruktur literarische Figur – Erzähler – Autor (wobei die beiden ersten fiktiv sind, letzterer jedoch real ist) eine vierte Ebene eines „fiktiven Autors“ (des Wolf Haas, der sich über sein Buch interviewen lässt) einführt. Genaugenommen entstehen dadurch zwei Textwelten: einerseits die des fiktiven Interviews, andererseits die Handlung des fiktiven Buches (die Geschichte von Vittorio und Anni), die aus der Perspektive des realen Lesers betrachtet sozusagen „fiktiv hoch zwei“ erscheinen muss, der aber aus der Perspektive der ersten Textwelt wiederum eine reale Begebenheit zu Grunde liegt (die Geschichte von Vittorio und Anni hat sich in der ersten Textwelt tatsächlich abgespielt).
Diese angebliche „reale“ Grundlage schafft zusätzliche Komplexität – der reale Leser erfährt beispielsweise, dass in dem fiktiven Buch Vittorio Kowalski als Ich-Erzähler fungiert, aber auch, dass der fiktive Autor Wolf Haas an der von ihm erzählten Handlung zum Teil selbst beteiligt war (die Hochzeit, die Explosion des Hügels und die Bergung Kowalskis hat er als Beobachter miterlebt) und dadurch zwischen den Ebenen hin- und herpendelt. Die intertextuellen Bezüge im Laufe des Interviews auf andere Bücher Wolf Haas’ wiederum thematisieren und verwischen gleichzeitig die Grenze zwischen den Instanzen des fiktiven und des realen Autors.
Diese ungewöhnliche Komplexität der vierdimensionalen Erzählstruktur erweckt bei Versuchen, sie genauer zu betrachten und zu beschreiben, zuweilen ähnliche Eindrücke wie die unmöglichen Bilder des niederländischen Malers M. C. Escher, in denen die räumlichen Dimensionen ineinander überzugehen scheinen.
Die achronologische Darstellung der Handlung des fiktiven Romans ist eine Konsequenz der Interview-Form und zersplittert die Geschichte auf kubistisch anmutende Art und Weise, ohne dass jedoch Handlungsbestandteile verloren gehen. Besonders tragische Wendepunkte (die Tatsachen des Todes erst von Annis Vater, dann von Lukki) werden wie beiläufig in das Interview eingestreut und führen zu einer tiefgreifenden Revidierung des Gesamtbildes der Geschichte, das sich der reale Leser allmählich entwirft. Zuweilen thematisiert der reale Autor dieses Konstruktionsspiel auch im Zuge des Interviews durch Vorausdeutungen oder das Ankündigen belangreicher Aspekte, ohne diese Aspekte jedoch zu benennen.
Interessant ist auch die literaturtheoretische Diskussion auf der Metaebene des Interviews. Ebenfalls reizvoll sind intertextuelle Bezüge auf andere Werke von Wolf Haas, die wiederum einen Bezug zwischen fiktivem und realem Autor herstellen und die Grenzen zwischen den Instanzen verschwimmen lassen.
Das Spiel mit den Instanzen zieht sich selbst über das materielle Buch hinaus: Die gebundene Originalausgabe des Verlags Hoffmann und Campe zitiert als Klappentext den ersten Satz des fiktiven Buches, die Luftmatratze am Schutzumschlag entpuppt sich als Symbol für die Romanhandlung und als Gegenstand (zeitweilen ans Absurde grenzender) langwieriger Diskussionen zwischen der Redakteurin und dem Autor. Weiter erfährt der reale Leser jedoch auch, dass es sich um die Abbildung auf dem Cover des fiktiven Buches handelt, und auch der Silberstern unter dem Schutzumschlag stellt sich als vieldeutiges Symbol aus der Textwelt (besser: den Textwelten) dar.

## Sprache
Wortspiele verwendet Wolf Haas häufig als Textkohärenzstifter. So schafft in „Das Wetter vor 15 Jahren“ das Wort Wetter einen Rahmen um die Handlung und die komplexe Erzählinstanzenwelt – sowohl die Mehrdeutigkeit von „Wetter“ für den meteorologischen Zustand, im Kontext des Bergbaus für die unter Tage vorhandene Luft und als bayrische Bezeichnung für „Unwetter“, als auch die Ähnlichkeit der Wörter „Wetter“ und „wetten“, die Haas seinem Thomas Gottschalk als Wortspiel während Kowalskis Auftritt bei ‚Wetten, dass..?‘ in den Mund legt.
Die Sprachvariante Österreichisches Deutsch, die auch in Wolf Haas’ Brenner-Krimis eine wichtige Rolle spielt, wirkt in ‚Das Wetter vor 15 Jahren‘ vor allem auf der Erzählebene des Interviews konstituierend. In den Gesprächen zwischen der deutschen Redakteurin und dem österreichischen Autor kommt es immer wieder zu Missverständnissen, weil Wolf Haas typische österreichische Ausdrücke verwendet (Blitzgneißerin, Leintuch, …), die gelegentlich von der deutschen Interviewerin aufgegriffen werden – in der schriftlichen Fassung dann jeweils unter Anführungszeichen gesetzt. Die deutsche Herkunft der Redakteurin unterstreicht der reale Wolf Haas durch die konsequente Wiedergabe der markanten Lautstruktur von Wörtern wie ‚ürgendwie‘, ‚Kürche‘. Ohne die Redakteurin jemals explizit als Deutsche zu benennen, zeigt er ihre Herkunft auf diese Art – und macht durch die offensichtliche Doppelung (Anni Bonati  – Vittorio Kowalski einerseits, Autor – Redakteurin andererseits) den Gegensatz Österreich – Deutschland zu einem Thema des gesamten Romans.

## Buchausgaben
- Das Wetter vor 15 Jahren. Hoffmann und Campe, Hamburg 2006, ISBN 3-455-40004-3 (Hardcover).
- Das Wetter vor 15 Jahren. Deutscher Taschenbuch Verlag, München 2008, ISBN 978-3-423-13685-3 (dtv Literatur).
- Das Wetter vor 15 Jahren. Deutscher Taschenbuch Verlag, München 2011, ISBN 978-3-423-21269-4 (dtv Unterhaltung).